# Zika do Bagui
"Zika do Bagui" (anteriormente titulada Zica do Bagui), é uma canção da dupla Bonde da Stronda, faz parte do álbum Corporação e foi disponibilizada juntamente ao lançamento do álbum em 4 de Julho de 2012. As gravações do segundo clipe do álbum com a faixa "Zika do Bagui" que conta com a participação do grupo Pollo, começaram em 30 de agosto de 2012. O clipe teve o seu lançamento oficial no dia 4 de outubro de 2012 e foi produzido por Galerão Filmes e dirigido por Babi Haínni e Daniel Lima.

## Histórico de lançamento
| Região         | Data                | Formato          | Ref   |
| -------------- | ------------------- | ---------------- | ----- |
| Estados Unidos | 4 de julho de 2012  | Download digital | [ 3 ] |
| Brasil         | 4 de julho de 2012  | Download digital | [ 4 ] |
| Reino Unido    | 31 de julho de 2013 | Download digital | [ 5 ] |
| Japão          | 31 de julho de 2013 | Download digital | [ 6 ] |